# Rabieki
Rabieki (biał. Рабекі; ros. Рабеки) – wieś na Białorusi, w obwodzie witebskim, w rejonie postawskim, w sielsowiecie Kuropole.

## Historia
W czasach zaborów w gminie Postawy, w powiecie dzisieńskim, w guberni wileńskiej Imperium Rosyjskiego.
W dwudziestoleciu międzywojennym wieś leżała w Polsce, w województwie wileńskim, w powiecie duniłowickim, od 1926 w powiecie dziśnieńskim, w gminie Postawy.
Według Powszechnego Spisu Ludności z 1921 roku zamieszkiwały tu 184 osoby, 1 była wyznania rzymskokatolickiego, a 183 prawosławnego. Jednocześnie wszyscy mieszkańcy zadeklarowali białoruską przynależność narodową. Były tu 33 budynki mieszkalne. W 1931 w 43 domach zamieszkiwało 205 osób.
Wierni należeli do parafii rzymskokatolickiej w Postawach i prawosławnej w Andronach. Miejscowość podlegała pod Sąd Grodzki w Postawach i Okręgowy w Wilnie; właściwy urząd pocztowy mieścił się w m. Kuropole.
W 1938 roku miejscowość należała do gromady Rabieki gminy Postawy.
Po agresji ZSRR na Polskę w 1939 roku wieś znalazła się w granicach BSRR. W latach 1941–1944 była pod okupacją niemiecką. Następnie leżała w BSRR. Od 1991 roku w Republice Białorusi.
Do 2002 roku wieś wchodziła w skład sielsowietu Juńki.